# Emil Sambou
Emil Sambou (* 11. Mai 1994 in Sifoe) ist ein gambischer Fußballspieler, der als Stürmer für den südafrikanischen Verein Santos Kapstadt und die gambische Nationalmannschaft spielt.

## Karriere
Nach einer erfolgreichen Prüfung und Kompetenzbeurteilung im Sommer 2016 wechselte Sambou nach Santos Kapstadt. Bei seinem Wechsel prognostizierte der Stürmer, dass er in seiner Debütsaison für den Verein 15 Tore erzielen würde. Er erzielte zwei Tore gegen Cape Town All Stars bei einem 3:3-Unentschieden.
Sambou wurde in die gambische Fußballnationalmannschaft berufen und spielte bei seinem Debüt gegen Senegal. Er erzielte zwei Tore in einem Freundschaftsspiel für Gambia beim 3:2-Sieg über Gambia Ports Authority FC.